# Frauke Petryová
Frauke Petryová, nepřechýleně Frauke Petry, rozená Marquardt (* 1. červen 1975 Drážďany) je bývalá německá politička. Od července 2015 až do 29. září 2017 byla celoněmeckou (spolu-)předsedkyní strany Alternativa pro Německo (AfD). Od úspěchu AfD ve volbách do Spolkového sněmu dne 24. září 2017 byla poslankyní Bundestagu, sdělila však, že se vzdala členství v poslaneckém klubu AfD, je tedy nezařazená. Ke dni 29. září 2017 vystoupila z AfD.

## Život

### Rodina a studium
Frauke Petryová se narodila v Drážďanech a od roku 1989 dospívala ve Schwarzheide (dolnolužickosrbsky Carny Gózd) v Dolní Lužici v Braniborsku. V roce 1992 se rodina přestěhovala do Bergkamenu v Severním Porýní-Vestfálsku, kde Petryová odmaturovala v roce 1995 na státním gymnáziu. V letech 1995 až 1998 studovala chemii v Anglii na Univerzitě v Readingu. V letech 1998 až 2000 pokračovala na univerzitě v Göttingenu, kde získala doktorský titul.
Byla vdaná za evangelického faráře Svena Petryho, se kterým má čtyři děti. V říjnu 2015 bylo veřejně oznámeno jejich vzájemné odloučení a rozvod. Jejím novým životním partnerem je předseda AfD v Severním Porýní-Vestfálsku Marcus Pretzell. V prosinci 2016 uzavřeli Petryová a Pretzell sňatek. V květnu 2017 se jim narodil syn, který je pátým dítětem Frauke Petryové.

### Politické působení

#### Volební rok 2017
Od určité doby ztratila Frauke Petryová ve straně hodně ze svého dřívějšího vlivu. Nestala se ani hlavní celoněmeckou kandidátkou pro volby do Spolkového sněmu, jež se konaly dne 24. září 2017. Byla sice zvolena poslankyní za Alternativu pro Německo ve spolkové zemi Sasko, a to tzv. přímou volbou v obvodě, kde kandidovala, s velkým počtem hlasů. Avšak hned dne 25. září oznámila, že nebude členkou stranické frakce (poslaneckého klubu) AfD, nýbrž pouze nezařazenou členkou Bundestagu, a den poté sdělila, že také ukončí své členství ve straně. Její postavení jako celoněmecké spolupředsedkyně AfD - tím druhým předsedou je Jörg Meuthen - bylo již od zemských voleb v Sasku v roce 2017, kde došlo k výraznému vnitrostranickému střetu, po kterém se Frauke Petryová rozbrečela, značně oslabené. Její vystoupení z AfD nabylo platnosti ke dni 29. září 2017, čímž přestala být předsedkyní této strany.
Po vystoupení z AfD založila novou stranu Die blaue Partei, která však po neúspěchu v 7. saských zemských volbách ke dni 31. prosince 2019 zanikla.